# JAC J2
O J2 é um automóvel subcompacto produzido pela JAC Motors, de carroceira hatch com 5 portas (a tampa do porta mala em veículos hatch é considerada uma porta por dar acesso ao habitáculo). Trata-se de um automóvel de baixo custo que se encaixa no segmento dos minicarros.

## História
O J2, chamado originalmente de Yueyue, foi apresentado oficialmente no Salão Internacional de Automóvel Pequim em 2010. O subcompacto foi lançado originalmente para concorrer, no mercado chinês, Tata Nano e com as inúmeras cópias do Toyota Aygo. O modelo chegou as lojas em agosto do mesmo ano pelo preço sugerido de ¥40000.
O modelo tem medidas diminutas porém bem espaçosas — ao menos à quem vai nos bancos dianteiros. Ele mede 3 535 mm (140 in) de comprimento, 1 640 mm (64,57 in) de largura,
1 475 mm (58,07 in) de altura, ele possui um vão livre do solo de 135 mm (5,315 in). A distância de entre-eixo de 2 390 mm (94,09 in).

### Brasil
Em 2012, durante o salão do Automóvel de São Paulo o J2 fez sua estréia no mercado brasileiro, O modelo vinha equipado com um motor 1.4L (1332 cc) VVT a gasolina, capaz de gerar 108 cv (79,4 kW) de potência a 6.000 rpm e torque de 14,1 kgf-m de torque aos 4.500 rpm, esse motor acompanhava uma transmissão manual de 5 velocidades.

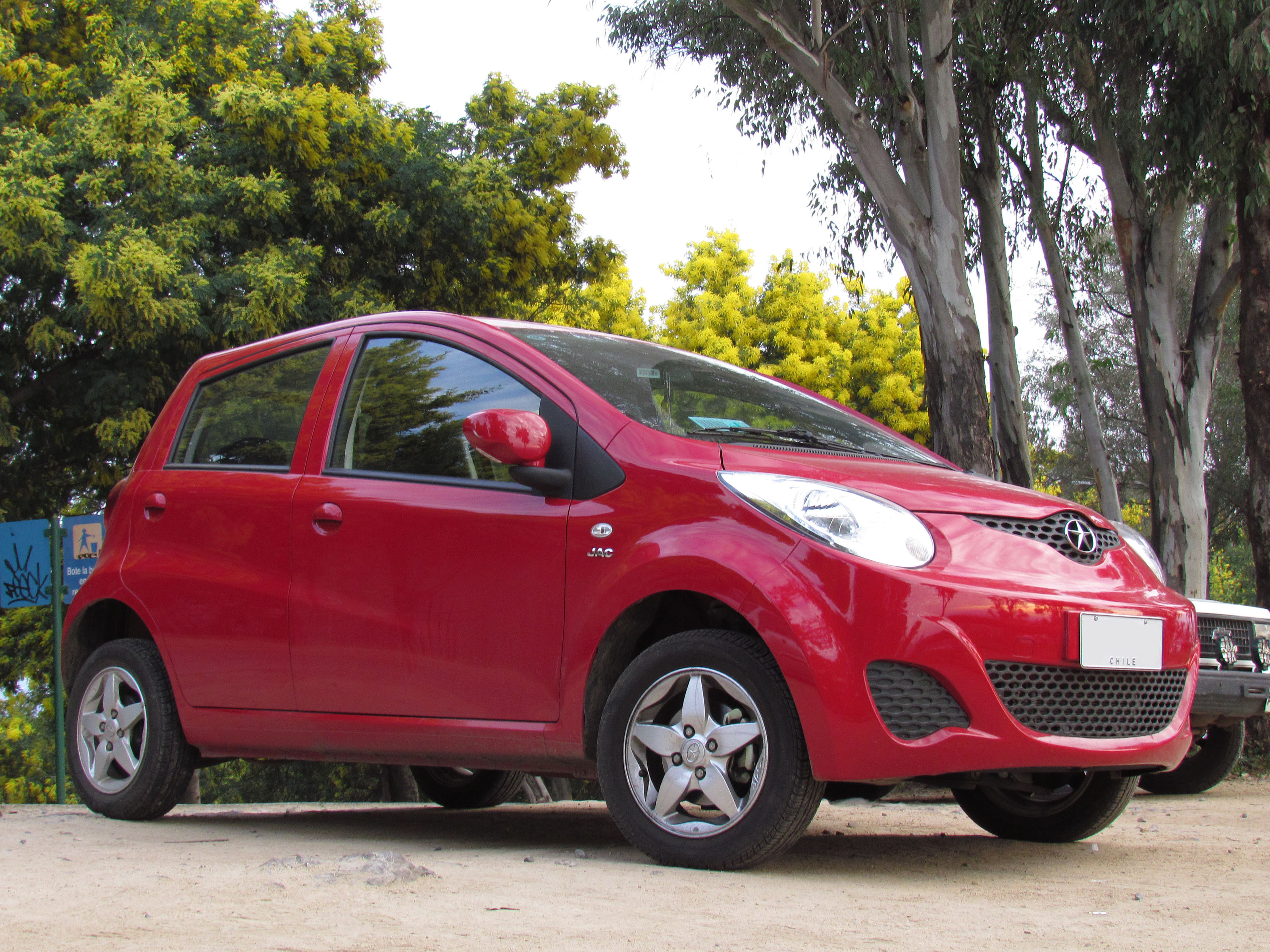
JAC J2 1.0 CE 2013

Na época, ele vinha com alguns equipamentos tidos como diferenciais para sua faixa de preço, são eles: ar-condicionado, direção eletricamente assistida, faróis de neblina, ABS com EBD, airbags frontais, travas, vidros e retrovisores elétricos, alarme, chave com abertura remota, travamento automático das portas a 15 km/h, sensor de obstáculos traseiro, volante com ajuste de altura e rádio CD/MP3 com entrada USB e seis alto-falantes de 50 W.
Em 2014, para se adequar as necessidades dos brasileiros e conseguir benefícios fiscais, o J2 passou a oferecer o motor flex. O motor continuou sendo 1.4L (1332 cc) VVT, porém agora gerando 113 cv (83,1 kW) de potência a 6000 rpm quando abastecido à etanol e 110 cv (80,9 kW) @ 6000 rpm quando abastecido à gasolina. Além do ganho de potência o motor também ganhou um sutil aumento de torque, 14,4 kgf-m (141 Nm) e 14,1 kgf-m (138 Nm) @ 4500 rpm, quando abastecido com etanol e Gasolina respectivamente.
Fora as mudanças no motor o resto do carros quase não sofreu alterações, apenas o para-choque traseiro foi redesenhado. Os equipamentos de série continuaram os mesmos, porém o veiculo perdeu algumas opções de customização disponíveis anteriormente nas concessionárias.

### Paraguai
Em 2016, a JAC Motors foi a responsável por inaugurar a indústria automobilística paraguaia, montando em regime CKD o J2 no país. A produção no país fica a cargo do Grupo Reimpex na unidade fabril localizada em Luque, Paraguai.
O modelo chegou ao país com um motor 1.0L (999 cc) 16v DOHC à gasolina produzido pela Mitsubishi, esse motor tem o código DAK10A. Essa usina de força é capaz de gerar 68 cv (50,0 kW) de potência à 6000 rpm, e tem torque máximo de 8,7 kgf-m (85,3 Nm) à 4500 rpm aliado à um câmbio manual de 5 velocidades.
O modelo é equipado de fabrica com ar-condicionado, direção eletricamente assistida, faróis de neblina, ABS com EBD, airbags frontais, travas, vidros e retrovisores elétricos, alarme, chave com abertura remota, travamento automático das portas a 15 km/h, sensor de obstáculos traseiro, abertura remota da tampa de combustível, volante com ajuste de altura e rádio CD/MP3 com entrada USB e seis alto-falantes de 50 W.